# New York Life Building

New York Life Insurance Building, belägen på 51 Madison Avenue på Manhattan i New York, är en skyskrapa som utgör säte för New York Life Insurance Company.
Byggnaden ritades 1926 av Cass Gilbert och kännetecknas av det förgyllda pyramidformade taket. Den är 187 meter hög och har 40 våningar. Det var den senaste betydelsefulla Gilbert-ritade skyskrapan på Manhattan.
Byggnaden stod färdig 1928, efter två års byggande, och kostade 21 miljoner dollar att uppföra. Den kombinerar strömlinjeformade gotiska detaljer och en tydlig framtoning i art déco. Guldpyramiden på taket består av 25 000 bladguldsinklädda plattor.